# Hvornum
Hvornum er en landsby lige øst for Klejtrup Sø i det sydlige Himmerland med 309 indbyggere  (2024). Hvornum er beliggende 10 kilometer sydvest for Hobro og 25 kilometer nordøst for Viborg. Nærmeste by er Klejtrup to kilometer mod vest.
Landsbyen ligger i Region Nordjylland og hører til Mariagerfjord Kommune. Hvornum er desuden beliggende i Hvornum Sogn.
I landsbyen ligger bl.a. Hvornum Kirke. Hvornum Skole lukkede i 2011 som de fleste andre småskoler i området, og de fleste af eleverne er blevet overflyttet til Rosendalskolen, som ligger i Hørby Skoleby mere end ti kilometer væk.
Fra en saltdiapir, tidligere kaldet salthorst, ved Hvornum produceres der årligt omkring 600.000 ton salt, og man regner med, at denne saltdiapir er så stor, at der vil være salt til uændret udvinding i 16.000 år.